# ایون استورزا
ایون استورزا (انگلیسی: Ion Sturza؛ زادهٔ ۹ مهٔ ۱۹۶۰) سیاست‌مدار اهل مولداوی است. وی از ۱۲ مارس ۱۹۹۹ تا ۲۱ دسامبر ۱۹۹۹ نخست‌وزیر این کشور بود.